# Tlaixcoatipan
Tlaixcoatipan är en ort i Mexiko.   Den ligger i kommunen José Joaquín de Herrera och delstaten Guerrero, i den sydöstra delen av landet, 220 km söder om huvudstaden Mexico City. Tlaixcoatipan ligger 1 365 meter över havet och antalet invånare är 122.
Terrängen runt Tlaixcoatipan är huvudsakligen kuperad, men åt sydost är den bergig. Runt Tlaixcoatipan är det ganska glesbefolkat, med 43 invånare per kvadratkilometer. Närmaste större samhälle är Acatepec, 15,8 km sydost om Tlaixcoatipan. I omgivningarna runt Tlaixcoatipan växer huvudsakligen savannskog.